# Tre Tomlinson
Tre'Vius Hodges-Tomlinson (Waco, Texas; 10 de enero de 2001) más conocido como Tre Tomlinson, es un jugador profesional estadounidense de fútbol americano, se desempeña en la posición de cornerback en Los Angeles Rams, en la National Football League (NFL).

## Carrera
Hizo su debut profesional con el equipo Los Angeles Rams, lleva jugando una temporada, comenzó en el 2023.